# Yoon Jeung-hyun
Yoon Jeung-hyun (kor. 윤증현, ur. 19 września 1946 w Masan) – południowokoreański polityk, minister strategii i finansów od 10 lutego 2009, pełniący obowiązki premiera od 11 sierpnia do 1 października 2010.

## Życiorys
Yoon Jeung-hyun urodził się w 1946 w Masan. W lutym 1969 ukończył prawo (licencjat) na Uniwersytecie Narodowym w Seulu. W maju 1986 ukończył administrację publiczną (magisterium) na University of Wisconsin w Stanach Zjednoczonych.
Po ukończeniu studiów w kraju i zdaniu Egzaminu Wyższej Służby Cywilnej w 1971, rozpoczął pracę jako urzędnik w Ministerstwie Finansów. Przez większą część kariery zawodowej zajmował się opracowywaniem i implementacją rządowej polityki fiskalnej i podatkowej. W 1983 został dyrektorem Wydziału Finansów Międzynarodowych w Ministerstwie Finansów (MF), w 1986 dyrektorem Wydziału Bankowości MF, a rok później dyrektorem Wydziału Polityki Finansowej MF. W 1992 objął stanowisko dyrektora generalnego Urzędu Podatkowego i Celnego MF, w maju 1994 stanowisko dyrektora generalnego Biura Ochrony MF, a w grudniu 1994 dyrektora generalnego Biura Polityki Finansowej MF. W 1989 był odpowiedzialny za działania rządu w kwestii poprawy transparentności transakcji finansowych. W 1992 odegrał kluczową rolę w opracowaniu rządowego programu liberalizacji rynku gospodarczego.
W styczniu 1996 objął urząd wiceministra finansów ds. podatków i ceł, a w styczniu 1997 wiceministra finansów ds. polityki finansowej. Był wówczas odpowiedzialny za politykę bankową, ubezpieczeniową oraz bezpieczeństwo i kurs narodowej waluty. Pod koniec 1997 zaangażował się w tworzenie Nadzoru Służb Finansowych.
W latach 1999–2004 pełnił funkcję dyrektora wykonawczego w Azjatyckim Banku Rozwoju, odpowiedzialnego za sprawy Korei, Papui-Nowej Gwinei, Vanuatu i Wietnamu. W sierpniu 2004 został piątym przewodniczącym Komisji Służb Finansowych oraz Nadzoru Służb Finansowych. Stanowisko to zajmował do sierpnia 2007. W grudniu 2007 stanął na czele 1. Podkomitetu Gospodarczego w Przejściowym Komitecie Prezydenckim przy prezydencie Lee Myung-baku. W styczniu 2008 został doradcą w firmie prawniczej Kim&Chang, a we wrześniu 2008 członkiem Doradczej Narodowej Rady Gospodarczej.
10 lutego 2009 objął stanowisko ministra strategii i finansów w rządzie premiera Chung Un-chana, które zajmował do 1 czerwca 2011.
11 sierpnia 2010, po rezygnacji ze stanowiska przez Chung Un-chana, przejął obowiązki szefa rządu do czasu wyboru nowego premiera. Kontynuował ich wykonywanie również po wycofaniu swojej kandydatury przez desygnowanego na urząd premiera Kima Tae-ho 29 sierpnia 2010. 1 października 2010 nowym premierem został wybrany przez parlament Kim Hwang-sik.